# Lewis Roberts Binford
Lewis Roberts Binford (21 de novembre de 1930, Norfolk, Virgínia - 11 d'abril de 2011, Kirksville, Missouri), va ser un arqueòleg estatunidenc líder del moviment conegut com a Nova arqueologia.
La contribució de Binford a l'arqueologia és més teòrica que pràctica moltes de les seves idees han trobat acollida en el corrent ideològic de l'arqueologia processual. Tant un com els altres argumenten que s'ha de posar èmfasi en l'aplicació de metodologies científiques i en els mètodes hipotètico-deductius.
Es va oposar a la interpretació del Musterià feta per François Bordes.

## Obres
- New Perspectives in Archaeology (1968) ISBN 0-202-33022-2
- Nunamiut Ethnoarchaeology (1978) ISBN 0-12-100040-0
- Bones, Ancient Men and Modern Myths (1981) ISBN 0-12-100035-4
- In Pursuit of the Past: Decoding the Archaeological Record (1983) ISBN 0-520-23339-5
- Faunal Remains from Klasies River Mouth (1984) ISBN 0-12-100070-2